# 雑事秘辛
雑事秘辛（ざつじひしん）とは、中国の小説。3巻。漢の桓帝が大将軍乗高のむすめ瑩を冊立して、后とした次第を叙したもの。漢代の作ともいい、明代の楊慎の作である（沈徳符、野獲編23、四庫提要）ともいう。作中、朝廷の使者である呉姁が、勅を奉じて、梁商の第にのぞみ、皇后の燕処で身体検査をおこなうくだりは、後人の最も歎賞するところであり、文辞もまたすこぶる奇艶をきわめているが、一方で、はなはだ穢褻の嫌があるともされ、性愛文学作品としても読まれる。漢魏叢書所収（ただし三十八種本には無い）。
| スタブアイコン | サブスタブ | この項目は、まだ閲覧者の調べものの参照としては役立たない、文学に関連した書きかけの項目です。この項目を加筆・訂正などしてくださる協力者を求めています（P:文学、PJ:ライトノベル）。項目が小説家・作家の場合には{Writer-substub}を、文学作品以外の本・雑誌の場合には{Book-substub}を貼り付けてください。 |